# Antam Sanskar
Antam Sanskar est la cérémonie funéraire du sikhisme. 

## Étymologie
Antam (ou Antim) signifie final, dernière ; sanskar, rite, cérémonie. 

## Description
Les sikhs croient à la renaissance et pour eux la vie présente n'est pas la dernière. La mort est comme passer d'une pièce à l'autre à un moment de la journée.
La vie et la mort sont étroitement liées dans le sikhisme, elles font partie d'un cycle jusqu'à la libération (ਮੋਖ੝ ਦ੝ ਆਰ੝, Mokh Du-aar), l'unité complète avec Dieu, l'illumination pour les hindous. La mort amène selon les sikhs à une réincarnation.
Les Écritures saintes disent : « ਮਰਣੁ  ਲਿਖਾਇ  ਆਏ  ਨਹੀ  ਰਹਣਾ  ॥ ਹਰਿ  ਜਪਿ  ਜਾਪਿ  ਰਹਣੁ  ਹਰਿ  ਸਰਣਾ  ॥੧॥  ਰਹਾਉ  ॥ », soit « La mort est déterminée à l'avance — personne qui vient, ne peut rester ici. Le croyant doit donc chanter et méditer sur le Seigneur et rester dans le sanctuaire du Seigneur ».
La mort est la progression de l'âme sur son chemin vers Dieu. La prière est importante pour briser le cycle des renaissances ; tout comme dans l'hindouisme avec le bhakti yoga. Les pleurs, les cris sont déconseillés lors des funérailles ; la crémation est le mode qui doit prévaloir, même si l'immersion ou l'enterrement ne sont pas interdits. Le corps n'est que l'enveloppe, l'âme est la véritable essence.
Le psaume de la paix, le Sukhmani Sahib, psaume composé par le cinquième guru, Guru Arjan, doit être lu. Le nom de Dieu sous sa forme Waheguru doit être aussi chanté. 
Le Guru Granth Sahib affirme aussi : « ਜਨਮ ਮਰਣ ਦ੝ਖ ਮੇਟਿਆ ਜਪਿ ਨਾਮ੝ ਮ੝ਰਾਰੇ », soit « Les douleurs de la naissance et de la mort sont supprimées en chantant et en méditant sur le Naam, le nom du Seigneur ».
Le corps est lavé un jour généralement avant la crémation en chantant des prières ; il est ensuite habillé suivant la règle des Cinq K. Le corps peut reposer dans un cercueil soit au gurdwara, soit chez le défunt, avant d'être emmené à la crémation. Là des prières, des hymnes sont récités. Au moment de la crémation en elle-même, des shabads sont chantés, un discours peut être dit sur la personne décédée. La prière de la nuit, le Sohila Kirtan et l'Ardas Antim, sont lus soit par le fils ainé, soit par un parent proche. La cérémonie dure généralement entre 30 et 60 minutes. Les cendres sont ensuite éliminées en les plongeant dans une rivière.
Après tout cela une dernière cérémonie peut être dite au temple. Il est aussi d'usage de réciter une Akhand Path dans la semaine qui suit l'incinération.
La page 935 du Guru Granth Sahib parle aussi de la mort. Il est écrit : « ਗੁਰ  ਪਰਸਾਦੀ  ਆਪੋ  ਚੀਨ੍ਹ੍ਹੈ  ਜੀਵਤਿਆ  ਇਵ  ਮਰੀਐ  ॥੪੧॥ ...ਮਨੁ  ਝੂਠਾ  ਜਮਿ  ਜੋਹਿਆ  ਅਵਗੁਣ  ਚਲਹਿ  ਨਾਲਿ  ॥ ਮਨ  ਮਹਿ  ਮਨੁ  ਉਲਟੋ  ਮਰੈ  ਜੇ  ਗੁਣ  ਹੋਵਹਿ  ਨਾਲਿ  ॥ », soit « Par la Grâce du Seigneur, chacun se comprend soi-même ; de cette façon, on devient mort bien que vivant… Le faux esprit est chassé par le Messager de la mort ; il transporte ses failles où qu'il aille ; L'esprit se tourne alors vers l'intérieur et se confond avec lui-même, lorsqu'il est avec la vertu ».
La mort révèle le divin.